# Antonio Nomis di Pollone
Antonio Nomis di Pollone (Torino, 19 settembre 1799 – Torino, 13 giugno 1866) è stato un funzionario e politico italiano.

## Biografia
Di nobile famiglia da cui ereditò il titolo di conte, occupò importanti cariche nello Stato piemontese. Gentiluomo di camera di Sua Maestà il Re nel 1842, sindaco di Torino nel 1842-1843 e consigliere comunale dal 1848 al 1860, fu membro del Consiglio ordinario e Vicedirettore dell'Amministrazione del debito pubblico dal 1º maggio 1845; commissario della Banca di Torino dal 14 dicembre 1847; Intendente generale dell'Azienda economica dell'estero dal 18 aprile 1848; membro del Consiglio generale dell'Amministrazione del debito pubblico negli Stati di Terraferma; consigliere di Stato dal 28 ottobre 1855; Ispettore generale e Direttore generale delle Poste. Presidente del consiglio generale della Società reale d'assicurazione generale e mutua contro gli incendi, Maggiore dello Stato maggiore della Guardia nazionale, vicepresidente e Presidente della Camera di commercio di Torino e Direttore della Scuola normale per i sordomuti, fu anche Socio dell'Accademia d'agricoltura di Torino dal 29 dicembre al 1856 e Membro onorario della Società d'agricoltura, industria e commercio di Torino dal 23 maggio al 1865.